# Norrlandsgubbar och Norrlandsgummor samt andra gamlingar och ungdomar
Norrlandsgubbar och Norrlandsgummor samt andra gamlingar och ungdomar är en samling folklivsskildringar av Alfhild Agrell, utgiven 1899 på bokförlaget Schedin.

## Om boken
Norrlandsgubbar och Norrlandsgummor samt andra gamlingar och ungdomar bestod av 17 stycken av Agrells tidigare publicerade Norrlandsskildringar. Den innehöll 14 tidigare gjorde illustrationer av Victor Andrén och nya av Niklas Kjellberg. Agrell skrev ett förord i boken, undertecknat i Montreux 1899. I förordet markerade hon sina bakomliggande estetiska överväganden där hon menade att hennes berättelser var "ögats skildringar", gjorda utan förskönande omskrivelser. Hon uttryckte även en aktning för och en samhörighet med den norrländska allmogekulturen.

## Utgåvor
- Norrlandsgubbar och Norrlandsgummor samt andra gamlingar och ungdomar. Stockholm: Schedin. 1899. Libris 1643787